# M/S Hymy
M/S Hyme (finska för "leende") är ett finländskt passagerarfartyg, som ägs av av JT-Line Oy i Helsingfors. Hon byggdes i Finland 1967 i mahogny. Det användes framför för lokal trafik till bland annat Högholmens djurgård och för charter i Helsingfors innerskärgård. Hon är 14 meter lång och tar 88 passagerare.